# 電磁調理器

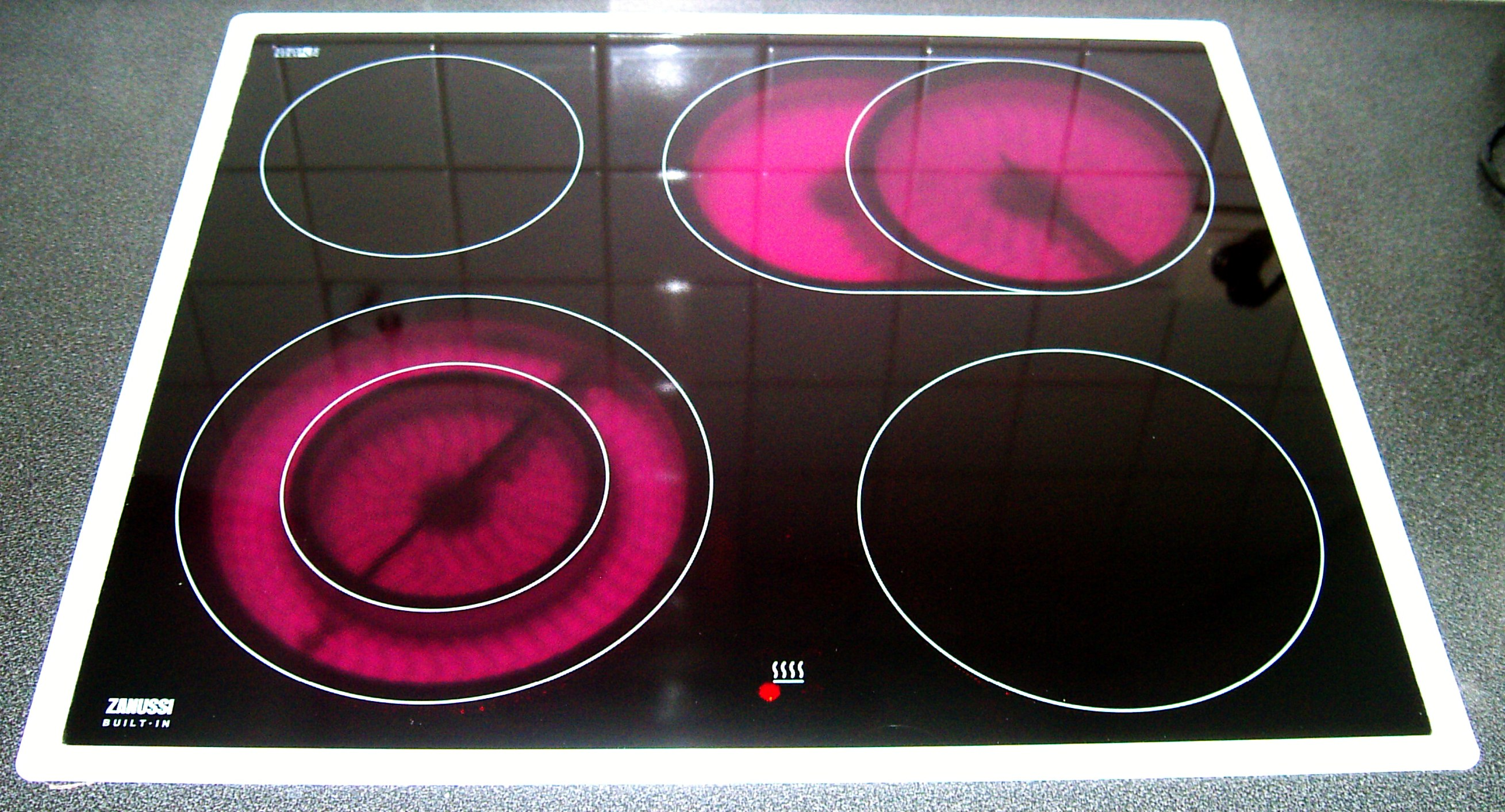
電磁調理器（赤い部分は動作中のラジエントヒーター（RH）で、従来の電気コンロの効率を改善したもの。右手前と左奥が誘導加熱（IH）部で、動作中に発光することはないが、通電状態を示すために電気コンロを模して加熱部周辺が光る機能を持たせたものもある）

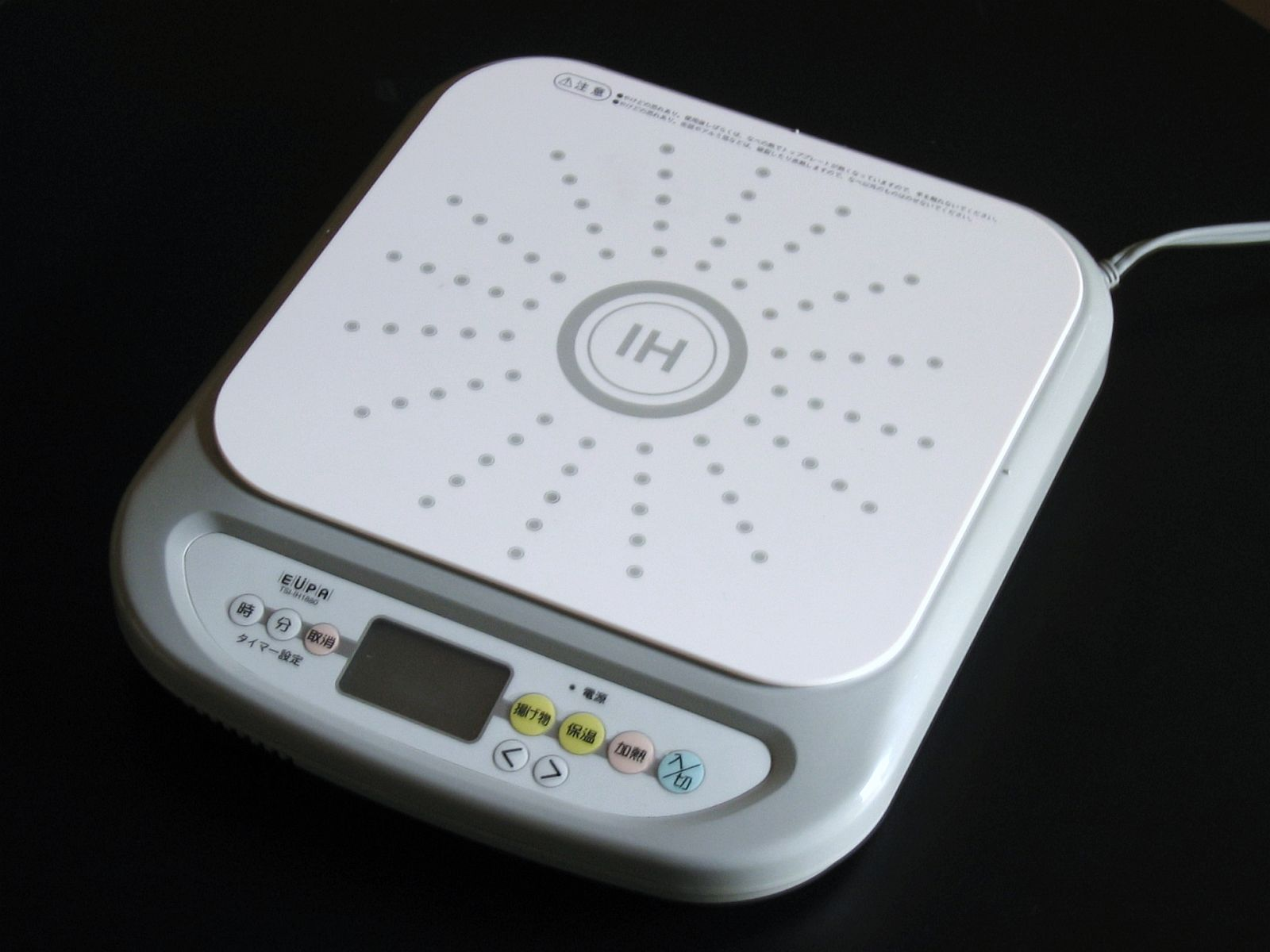
卓上電磁調理器

電磁調理器（でんじちょうりき）とは、内部に配置されるコイルに流れる電流により、所定の種類の金属製の調理器具を自己発熱させる、加熱のための器具である。加熱原理は誘導加熱（英語: induction heating、IH）であり、IH調理器とも呼ばれる。ガスや火を使用せず、電力のみで動作する。一般的には、コンロ型をしている調理器具を言う。IH炊飯器などの、同じ加熱原理を用いる機器を含めることもある。
IHクッキングヒーターと言った場合は、コンロ型の調理器を限定して指す場合が多い。

## 特徴
電磁調理器は、電気コンロ同様に電力により加熱を行う。燃焼を伴わないため、室内の空気を汚さず、火事対策が簡略化できる（＝内装制限の緩和）などのメリットがある。また、安定した加熱管理制御が容易に行えるため、スープなどの液体の加熱に適している。その反面、鍋釜等をガラストップ（コイル）から遠ざけてしまうと、誘導加熱および鍋釜等の温度検出ができず、加熱を停止させてしまう機種が多い。また、フライパンを使った場合に、調理ムラを生じ易いといった欠点がある。
なお、専用のステンレス製ポットを用いる湯沸用の小型電磁調理器を、電磁式サーバー（デンジサーバー）といい、ホテルや旅館といった宿泊施設などで用いられる。
ビルトインおよび据置型IHクッキングヒーターには専用天ぷら鍋が付属されており、揚げ物料理をする場合は必ず「揚げ物」モードで付属の天ぷら鍋を用いるよう指示されている（付属以外の鍋を用いると温度調節機能や過熱防止装置などが正しく作動せず、火災事故の危険がある）。

## 加熱原理
電磁調理器では、欧米で鉄部品を中性雰囲気で加熱する手法として産業用途で日本より早く普及し始めた。インバータにより商用電力から変換して得た数十kHzの交流電流を、電磁調理器の天板の内部に近接して配置されたコイル（通常は視認できない）に流し、その電流と同じ周波数で交番する磁束を生成する。天板上に適切な材質（ある種の金属）製の鍋釜等を配置すると、磁束が及ぶ領域に位置する鍋釜等の底板が自己発熱し、調理が可能となる。この熱は、磁束の時間変化により、電磁誘導の原理によって誘起された渦電流が金属の電気抵抗により熱に変換されたジュール熱や、交番している磁束が底板の磁性体に生じさせる熱（ヒステリシス損）である。
鍋釜それ自体が熱を発する自己発熱であるために、電磁調理器では、投入電力からみた熱効率は高い。しかし、電気エネルギーを熱エネルギーへ変換するため、火力発電所で発電された電力であれば、熱エネルギーへの再変換となり、結果として、発電所まで含めた総合エネルギー効率は、火を使用する調理機器と比べ、約6%程度低くなる。

## 他の方式の調理器具と比較した場合の特質

### 安全性

#### 火災・やけど
住宅火災の原因のトップクラスはコンロによる火災であり、対してIHは火がないため、着衣等に火がつく心配がなく、立ち消えの心配もない。
ただし、誤った使用法等のために火災はおきている。また、ガスコンロに比べ、作動していることが明確ではなく、また、ガスコンロのガラストップ同様に天板等には高温となる領域もあるため、特有の注意が必要である。調理を目的に鍋等が加熱されることはもとより、その鍋等の下面に位置する（していた）天板にも、鍋底などからの熱が伝わり、高温となる。特に、天板は調理後も暫く高温であり、その範囲も認識されにくいため、注意を要する。また、熱で溶ける樹脂製の調味料入れ等を置くと、溶けてくっついてしまう。
電磁調理器では、天板は、磁束を通す必要があることや、耐久性などの理由で、ガラスなど放熱性に劣る材質が使用されることが多い。そのため、多くの器具では、使用者に注意を促す対策がとられている。例えば、鍋等を置く位置に、高温である可能性を示す注意表示（「高温注意」など）がプリントされていたり、作動中や温度が高い間、ランプの点灯または明滅により、高温となる位置（鍋等を置く位置）等を目立つようにされている。なお、ガスコンロの天板にもガラスが採用されており、バーナーを出すための穴が開いているため耐荷重は同じガラスを用いた電磁調理器より劣る。さらに、電磁調理器では、質量が小さい（軽い）調理器具を使用するときに、鍋底と天板との間の水気による横滑りに注意する必要がある。テーブルの上においたお椀が自然と滑り出す原理と同じである。うっかり幼児が触るとやけどを招く。
使用中は本体が高温になることから、主電源を切ったあとも本体内部の温度を下げるため冷却ファンが約10分間回る。このため電源プラグは冷却ファンが停止したことを確認してから抜かなければならない（いきなりプラグを抜いての強制終了は機器故障のおそれあり）。電源を切っても冷却ファンが回っていない場合、そのまま使い続けるとやけどや火災を引き起こしかねないので、直ちに使用を中止し購入店や工事店へ点検修理を依頼する。

#### 換気・空調
電磁調理器は人体に有害な窒素酸化物も腐臭剤由来の硫黄酸化物やPM2.5も発生しない。室内空気汚染を防ぐために電磁調理器に交換することは非常に効果的である。屋内における加熱器具としての電磁調理器は、電気抵抗式ヒーターと同様に燃焼ガスを生じないため換気が最小限に押さえられる利点がある。更に、電磁調理器では廃熱が少ないため、冷房のための空調エネルギー消費を削減することができる。
ガスコンロの場合は、原理的に屋内使用時には換気が必要となる。台所のコンロはタバコの副流煙よりも有害になる場合があるという研究もある。ガスコンロでは、燃焼により室内の酸素を消費すること、燃焼により水蒸気と二酸化炭素と窒素酸化物と付臭剤に由来する硫黄酸化物やPM2.5に由来する臭気や不快感が発生すること、そして、不完全燃焼を防止するためである。そして、換気を行なうと、屋内空調の冷気や暖気も排出されるため、換気により厨房または建物のエネルギー消費が増大しかねない。
ただし、電磁調理器であっても、食材が発したもの（水蒸気・油煙など）は排気が必要となる。また、電磁調理器は油分や水蒸気が広範囲に拡散して、周囲に油が付着しやすい場合がある。これは、燃焼ガスが生じない電磁調理器では、調理時の上昇気流が弱く、上昇気流を利用した換気がしにくい事と関係している。その場合、排気ファンの能力を高める対策が必要となることがある。もちろん、その能力を利用すれば、換気により排気（室外へ出す）するには、給気（または吸気 室内に入れる）が必要となり、上記メリットが期待ほどとならないことがある。ちなみに、ガスコンロでは燃焼ガスのドラフト効果もあり、排気捕捉率が高く（排気と油分などが一緒になってすぐに換気扇まで昇っていく）周囲が汚れにくい。
ハーバード大学の医学博士ウィン・アーマンドはガスコンロのIHまたは電気コンロへの交換を奨励している。

#### 災害
燃焼式は火災や地震などの際、燃料漏洩による被害拡大や二次災害が予測される。これに対し商用電源は有事の際には直ちに遮断することができ、仮に遮断できなくとも電磁調理器の場合落下物が燃える可能性も低く、災害発生時の安全性について優位と言える。
反面、プロパンガス用のガスコンロが災害発生後、安全が確認され次第直ちに復旧が可能であるのに対して、電磁調理器はインフラストラクチャー破壊によって商用電力が遮断されると、電圧等が合う発電機でもない限り使用することができず、給電設備の復旧を待たなければならない。停電は豪雪や台風などによっても発生するため、電磁調理器の家庭や都市ガス地域でも停電を嫌って非常用ガステーブルを保有する家庭もある。

#### 電磁波
電磁調理器は交番磁界を生成しているため、電磁波を発生している。鉄の鍋を使用しているときより、オールメタルタイプでアルミや銅の鍋を使用しているときの方が、交番磁界の周波数は高い。一部ペースメーカー、植え込み型除細動器(ICD)の誤作動や、腕・手への金属装着部への加熱の危険性が指摘されているが、具体的な立証はされていない。なお、装着者に対しては、IH炊飯器の保温中の状態を含めて、作動中は植え込み部位に近づけない、身体に異常を生じた場合は機器から離れ、回復しない場合は医師の診察を受けるよう、注意喚起がなされている。なお、電磁波環境は、X線などの電離放射線以外は特殊健康診断の対象ではない。

### 清掃性
電磁調理器では天板が平らであり、調理後の掃除が簡単である。この点は、電磁調理器は、ラジエントヒーターと共に、ガスコンロやシーズヒーター（電熱線を収めた金属管）と比べ、格段に優れている。なお、ガスコンロもガラストップコンロが主流となっているが、燃焼口廻り（バーナー部・五徳部）がある限り、この差は埋まらない。ただし、調理後熱いうちは、やけどに注意が要る。また、味噌やケチャップをこぼしたまま放置しておくと、熱で変質し、黒い塊になってこびりつく恐れがある。また、裸火が無いため、油の飛び散りを防ぐ目的で、鍋等の近くにボール紙等を使用することも可能で、実際に日用品店やホームセンターなどでコゲ付き防止用のシートが発売されていることが多い。ただし、オールメタルタイプでは、市販のアルミ製のガード等をコイルの近くに置くと、加熱される可能性がある。
電子機器でもあるため、フィルター部の目詰りの清掃が必要な機種では、怠らずに内部で発生する熱を逃がさないと、不具合の原因となる。
IHクッキングヒーターの製品では、電気抵抗式ヒーターのグリル部分に、取り外せないシーズヒーターが中間の高さに突き出しているものが多い。清掃は取扱説明書の指示に従わなければならない。

### 加熱調理の特徴
電磁調理器では、原理上、容易に出力（火力）を制御することができる。このため、概要にて上述したように、電磁調理器では、安定した加熱管理制御が容易に行える。とろ火から、素早く湯沸かしできるハイパワーまで、出力制御の幅は広い。
電磁調理器では、加熱が調理器具の底部のみで行なわれるため、調理器具の底部以外の部分が余り熱くならない。このため、鍋等の持ち手も熱くなりにくい。その反面、鍋釜等をガラストップ（コイル）から遠ざけてしまうと、誘導加熱および鍋釜等の温度検出ができず加熱を停止させてしまう機種が多い。このため、ガス器具と比べてあおり調理（チャーハンなど）に向かない。持ち上げると加熱されない事と、ガラストップは衝撃で割れる可能性があるためである。なお、ガラストップは磨耗には強いので、フライパン等を乗せたまま水平に振るよう推奨されている。さらに、調理器具（鍋等）の自己発熱による加熱であり、加熱される領域が調理器具の底板部に輪状（ドーナツ状）に形成され、場所による加熱のムラが生じやすい。このため、フライパンなど、伝導による熱の伝達を利用する器具を用いる場合には、調理ムラが生じやすい。また、フライパンなどでは部分的な過熱による底板の変形が生じやすい。
電磁調理器では、ガスコンロやコイル型の電気コンロのようにスルメや海苔をあぶることができない。もっとも、ガスコンロにおいても鍋検知機能が搭載された機種では鍋検知機能を解除しなくては同様の調理が不可能なものもある。同様に、電磁調理器は、餅や干物などの焼き目調理に向かない（ないしは専門の器具が別途必要になる）。また、電磁調理器では、ガスコンロの様に排気熱を利用して鍋全体を包み込むような加熱はできない。ただし、熱伝導率の高い鍋を使えば一般的な家庭用ガスコンロとの比較で排気熱の影響は出ない。

### 使用可能な調理器具
電磁調理器は、オールメタル対応タイプと通常タイプがある。
基本的には、電磁調理器では、それに対応した調理器具（鍋・フライパン・やかんなど）が必要である。特に、材質（鉄、鉄琺瑯、ステンレス鋼など）、形状（底が平ら）、厚み（肉厚でないと反りやすい）などが重要となる。これは、電磁調理器の原理上、金属の種類が加熱性能に影響すること、そして、調理器具の底部のみにエネルギーが集中するため、調理器具の部分的に過熱しやすく、熱膨張などによる変形が起りやすいためである。
オールメタル対応タイプと通常タイプの電磁調理器に共通して使える調理器具は、鉄などの磁性体金属が底にある物と、一部の非磁性ステンレス単層品である。揚げ物には専用鍋が付属していて、それ以外使用禁止としている機種もある。また、オールメタル対応タイプと通常タイプの電磁調理器のいずれにも使えない調理器具は、導電体でないもの（陶器・土鍋やガラス製など）、底が平坦でなくたとえば球面状のもの（中華鍋や高い足つきの鍋など）である。なお、電磁調理器対応を謳った土鍋も市販されている。
これは、底に磁性体を塗布したり磁性金属板を埋め込んだりなどしているものであるが、ほとんどのメーカーは使用禁止としている。オールメタル対応タイプは、アルミニウムや銅や全てのステンレスなど非磁性金属製も使えるが、熱効率が落ち、火力が弱くなる。通常タイプは、総アルミの軽いフライパン等は使えない。ちなみに、オールメタルタイプは通常タイプより高価なため、鍋等を買い換えても通常タイプの方が安上がりだと、東京電力の体験コーナー等では説明されている。
調理器具の選定のためには、安全装置である温度センサーのタイプによっても違いが出てくる。ガスコンロ等の場合は鍋底にバネの伸縮で直接接触する温度センサーが用いられるのに対し、電磁調理器の温度センサーは天板下に埋め込まれていて露出しておらず、その方式に2種類ある。一つは、天板の温度によって調理器具の温度の目安とする間接接触タイプであり、もう一つは、赤外線で鍋底の温度を測る非接触タイプである。間接接触タイプの場合には、調理器具が平らな天板と密着する鍋底をもつことが安全に使用する上で重要である。これに対し、非接触タイプでは、鍋底が変形などにより天板から多少浮いていても問題とならないことが多い。

### 熱効率
電磁調理器による加熱は熱効率が約83%と高く、損失が少ない。これは鍋等を自己発熱させる原理上のものである。同じ電力による加熱器具である電気抵抗式ヒーターは、電磁調理器に比べると空気を加熱してそれが損失となるため、電磁調理器に比べて熱効率が劣る。なお、ガスコンロに関しては、日本製のものは、カセットガスを除き、経済産業省告示省エネルギー目標値として熱効率が定められており、2006年度以降は通常約60% - 70%である。
ちなみに、これらの熱効率は、加熱器具に投入された電力（または燃料の熱量）を基準としたものであり、エネルギー効率の観点では異なる結果となる。

### 騒音
音量の大きい騒音はないが、コイル等から発振周波数で生じる音や付属の電子操作音を不快に思う者もいる。また、冷却ファンのある機種もある。

### 日本の規制や規格等
高層ビルや地下街では排気・火気管理が特に厳格である。
内装制限
建築基準法により火気を取り扱う部屋では内装制限（不燃材料やたれ壁の設置義務）が定まっている。また、消防法（主に各自治体の火災予防条例）にて決められているが、電磁調理器では規制が当たらないことが多く自由度の高い設計が行なえる。例として、固定されたテーブル面に組み込み、天板デザインを同一とするデザインや、剥き出しとした屋内梁を取り入れた設計などがある。ただ、加熱されたフライパンや一部にラジエントヒーターが組み合わさったものでは、可燃物が触れると燃焼するため考慮する必要は残る。
調理器具
IH調理器対応のSGマーク（「IH」または「CH-IH」）付きの物が推奨されている。
電源
一般的な商用電源を用いる。ビルトイン型や据え置き型など、台所に恒常的に設置しておくタイプのものは特に高出力なため、単相200Vの専用電源配線が必要となる。業務用では三相200Vの専用電源が必要となる機種もある。
内線規程
家庭用は、電気消費機器等の規制である内線規程により、最大出力制限出力がある。3口+グリルを同時使用できない機種もあった。
電波法による規制
電磁調理器は電子レンジと同様、高周波利用設備に該当し、放送や無線通信に混信を与えるため、電波法により規制されている。総務大臣による型式指定、または、型式確認がなされた製品（定格出力3kW以下かつ最大値が定格値の120%以下）は設置許可が不要だが、型式指定、型式確認の対象とならない業務用で大出力のものは、所轄の総合通信局にて設置許可が必要である。
従来型ガステーブルより交換する場合の規定
従来型ガステーブルをIHクッキングヒーターに置き換える場合、「最寄りガス事業者への事前連絡」がガス事業法で義務付けられており、既存ガス工作物（配管・ボンベ・器具・メーター類）の撤去は必ず「ガス工事の担任者資格を有する人（ガス主任技術者）が行う」よう規定。無資格者がガス事業者への事前連絡なしにガス工作物を無断撤去する行為は「ガス漏れによる引火爆発事故」の危険があるため禁止されている。

### 調理品の食味
調理結果の料理の食味において、ガスコンロと比較したとき焼き魚、野菜炒め、竜田揚げはガスコンロが勝るとする研究がある。

### 鍋振り
IHは鍋が離れると加熱を止めるので、鍋振りができない（業務用では対応機種あり）。

## 指摘されている問題点

### 安全性
安全性について、電磁調理器の販売台数が急増するのに伴い火災などの事故が頻発しており、その主原因は「消費者の誤使用」と経済産業省の調査結果が出ているため、同省はその対策強化を進める方針を決め「ガス調理器も長年、啓発や改良を重ねてきた。IH調理器もメーカーだけではなく、電力会社も啓発や製品改良を進めていくべきだ」と表明している。

### 宣伝文句
電磁調理器は、安全でエネルギー効率も良く簡単に使えるということを「宣伝文句」として販売されているが、これらの「宣伝文句」が必ずしも現実に即しているわけではないという主張も一部の消費者団体からなされている。2006年現在、そのメリット・デメリットについてメーカーや電力会社など利害関係者、国や民間の研究者、反対の立場である団体、専門機関などで研究が行われている。

## 日本国内のIH調理器メーカー
現在生産中
- パナソニック（IH調理器国内シェア首位。ビルトインIHクッキングヒーターは系列店「スーパーパナソニックショップ」限定モデル&レンジフードと連動した省エネ機能「エコナビ」搭載モデルも製造）
- 日立グローバルライフソリューションズ
- 三菱電機（火力調節は全機種ダイヤル式）
- 東芝ライフスタイル（ビルトイン・据置型IHクッキングヒーター生産は2012年12月限りで終了し、現在は子会社の東芝ホームテクノが卓上小型IH調理器のみを生産）
- 三化工業（ミニキッチン用電磁調理器を生産）
- アイリスオーヤマ（卓上用小型IH調理器と据置型IHクッキングヒーターのみを発売している）
- 富士工業（「FUJIOH」ブランド。据置型IHクッキングヒーターのみを生産し、同社レンジフード最上位モデル「airpro（エアプロ）」シリーズと連動操作可能な機種も発売）

※国内のシステムキッチンメーカー各社（クリナップ・LIXIL・TOTO・タカラスタンダード・トクラス・ハウステック）や電力会社系小売事業者（キューヘンなど）へ供給される「ビルトイン（組込型）IHクッキングヒーター」はパナソニック・日立・三菱3社のいずれかとなっている（これら国内大手3社製IHクッキングヒーターは東芝ストアーとシャープフレンドショップにも供給）。
自社生産より撤退
- シャープ（2013年限りで撤退）
- 三洋電機（パナソニック完全子会社化に伴い「Panasonic」ブランドへ統合）